# Plasència d'Antioquia
Plasència de Xipre, nascuda Plasència d'Antioquia o Plasència de Poitiers (1235/1236 o prop de 1235 – 27/22 setembre de 1261) era filla de Bohemon V d'Antioquia i la seva segona esposa, la noble italiana Lúcia dei Conti di Segni, parent del Papa Innocenci III. Es va convertir en reina consort i reina regent del regne de Xipre i regent del regne de Jerusalem en representació del seu fill Hug II de Xipre fins a la seva mort el 1261.

## Biografia
Va contreure matrimoni inicialment el 1250 amb Enric I de Xipre, dit el Gros, qui va morir el 1253. El seu fill l'infant Hug II, va esdevenir rei de Xipre amb Plasència com a regent. Plasència es va casar novament amb Balian d'Ibelin, Senyor d'Arsuf, fill de Joan d'Ibelin, Senyor d'Arsuf, però després es van divorciar i van fer anul·lar el matrimoni el 1258.
El rei oficial de Jerusalem en aquesta època era Conrat de Hohenstaufen, qui estava absent i va morir el 1254, i el seu títol va passar al seu fill Conradí, també resident a Alemanya. El càrrec de regent li corresponia per dret de naixement a Hug que era menor, qui era el successor i hereu immediat de Conradí a ser el proper rei si Conradí no tenia descendència pròpia. Però molts barons no volien al rei alemany a Terra Santa. El 1256, une guerre civil va esclatar a Sant Joan d'Acre entre els partidaris dels genovesos (pro Hohenstaufen) i els dels venecians (favorables als barons locals). Bohemon VI d'Antioquia conscient del perill mameluc que podria aprofitar el conflicte, va intentar l'1 de febrer de 1257 una acció per fer reconèixer l'autoritat de la seva germana Plasència sobre el regne de Jerusalem al·legant que Conradí des d'Alemanya no podia administrar el regne. La Haute Cour del regne, amb majoria de partidaris dels barons i dels venecians (com els Ibelin encapçalats per Joan d'Ibelin comte de Jaffa, l'Orde del Temple, i altres) reconeixent els seus drets com a regent i els del seu fill Hug (II) com a rei, però genovesos, catalans i Hospitalaris s'hi oposen, i la guerra es reinicia. Plasència, amb el suport de la majoria dels nobles, va designar al seu exsogre Joan d'Ibelin (Senyor d'Arsuf) perquè governés com a batlle en lloc d'ella; ell ja s'havia exercitat com a batlle abans de l'arribada d'ella i tant Bohemon com Joan de Jaffa havien tingut l'esperança que amb la presència de Plasència i Hug no hi hagués necessitat d'un altre batlle, però la continuïtat del conflicte farà necessari un canvi. El 1259 Plasència va participar amb el seu germà Bohemon a les negociacions amb Hulagu, kan mongol de Pèrsia, qui va derrotar els mamelucs el 1260, però la mort del gran kan Mongke i els disturbis que van seguir van sacsejar l'imperi mongol i els van impedir explotar el seu èxit. La baralla va continuar i el Papa Alexandre IV va enviar als genovesos per intentar resoldre el litigi; Joan de Jaffa va convèncer a Bohemon i a Plasència d'unir a Jerusalem, Antioquia, i Trípoli contra ells. El 1260 un futur Papa, Jacques Pantaleon (que fou després Urbà IV) alt funcionari eclesiàstic arriba per ocupar la vacant de patriarca, amb l'esperança de resoldre la crisi. Aparentment cap a aquesta època Plasència va esdevenir amant de Joan de Jaffa, contrariant els desitjos del nou patriarca. És possible que el papa Urbà hagi escrit la butlla papal Audi filia et dirigida a Plasència expressant la seva desaprovació sobre aquesta relació. Com que Plasència i Hug havien de tornar a Xipre, Plasència va deixar com a batlle a Jofrè de Sargines, un senescal del rei Lluís IX que havia vingut a Terra Santa amb la Setena Croada i al qual el rei havia confiat el regne al marxar.
Plasència en endavant va estar apartada dels afers de Terra Santa. El regne de Xipre tenia els seus propis problemes: Hug de Fagiano, l'arquebisbe llatí de Nicòsia, refusava de respectar la decisió del papa Honori IV que havia autoritzat el 1251 el nomenament d'un arquebisbe grec a l'illa de Xipre i refusava acceptar-lo com el seu igual, ja que considerava que havia de ser el seu subaltern. Aquest litigi no va portar combats però va agitar la vida xipriota fins a la butlla pontifícia, dita Constitució Xipriota, emesa pel Papa Alexandre IV el 3 de juliol de 1260. Aquesta constitució del clergue grec instituïa quatre diòcesis a l'illa, amb els mateixos límits que les diòcesis llatines i declarava que cada bisbe grec estava subordinat al seu homòleg llatí. L'arxidiòcesi grega fou suprimida però l'arquebisbe grec, Germà, en va conservar la dignitat durant tota la seva vida. Fou un progres per l'església llatina i una reculada per la grega però Hug de Fagiano va declarar que no disposava de prou poders per exercir el seu ministeri i va renunciar a la seva dignitat retirant-se a Toscana.
Va morir el setembre del 1261, entre el 22 i el 27, deixant la regència de Jerusalem a sa cunyada Isabela de Lusignan i la de Xipre al seu nebot Hug d'Antioquia-Poitiers, el futur rei Hug III de Xipre.